# Alesso Baldovinetti

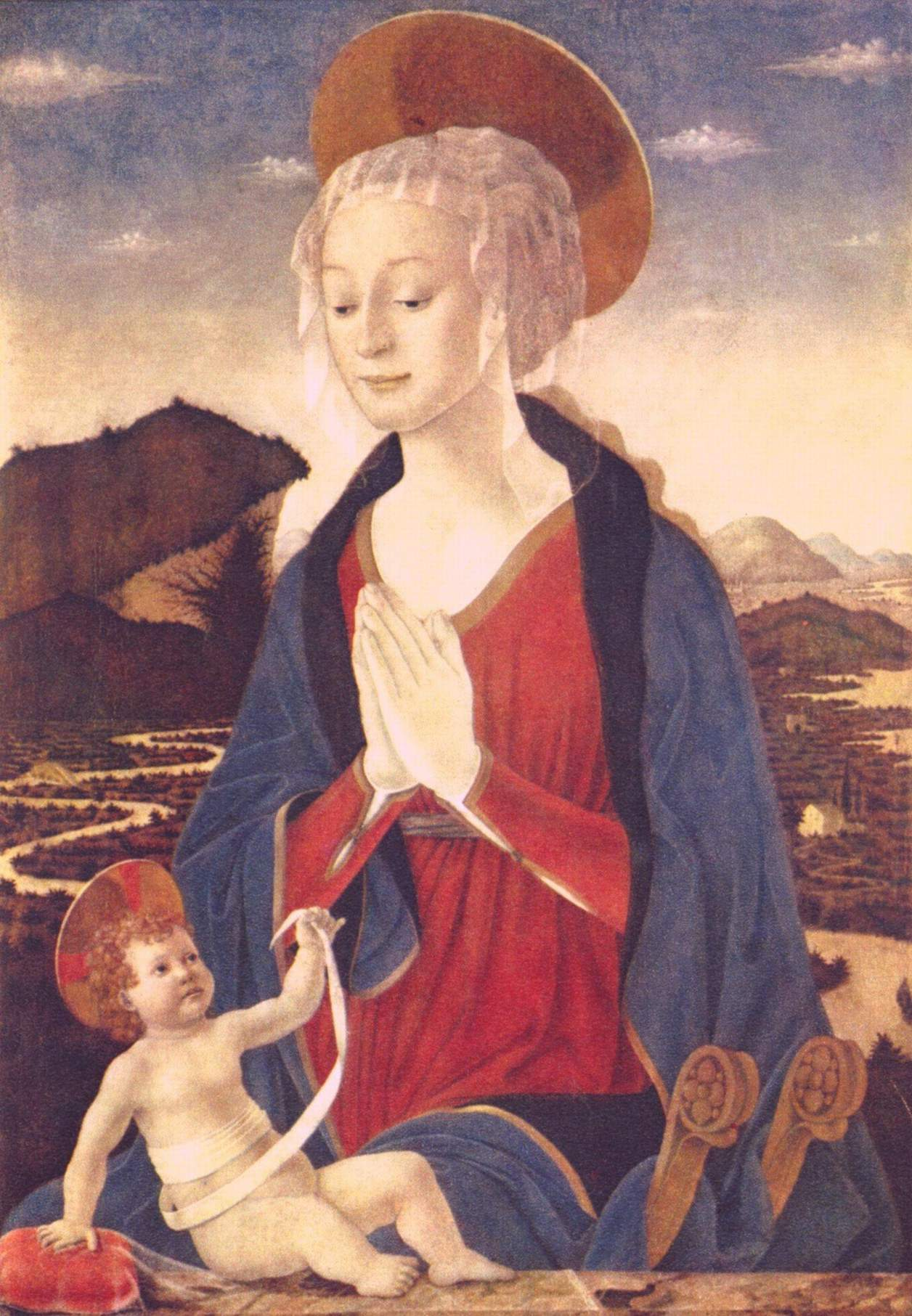
Maria mit dem Kind

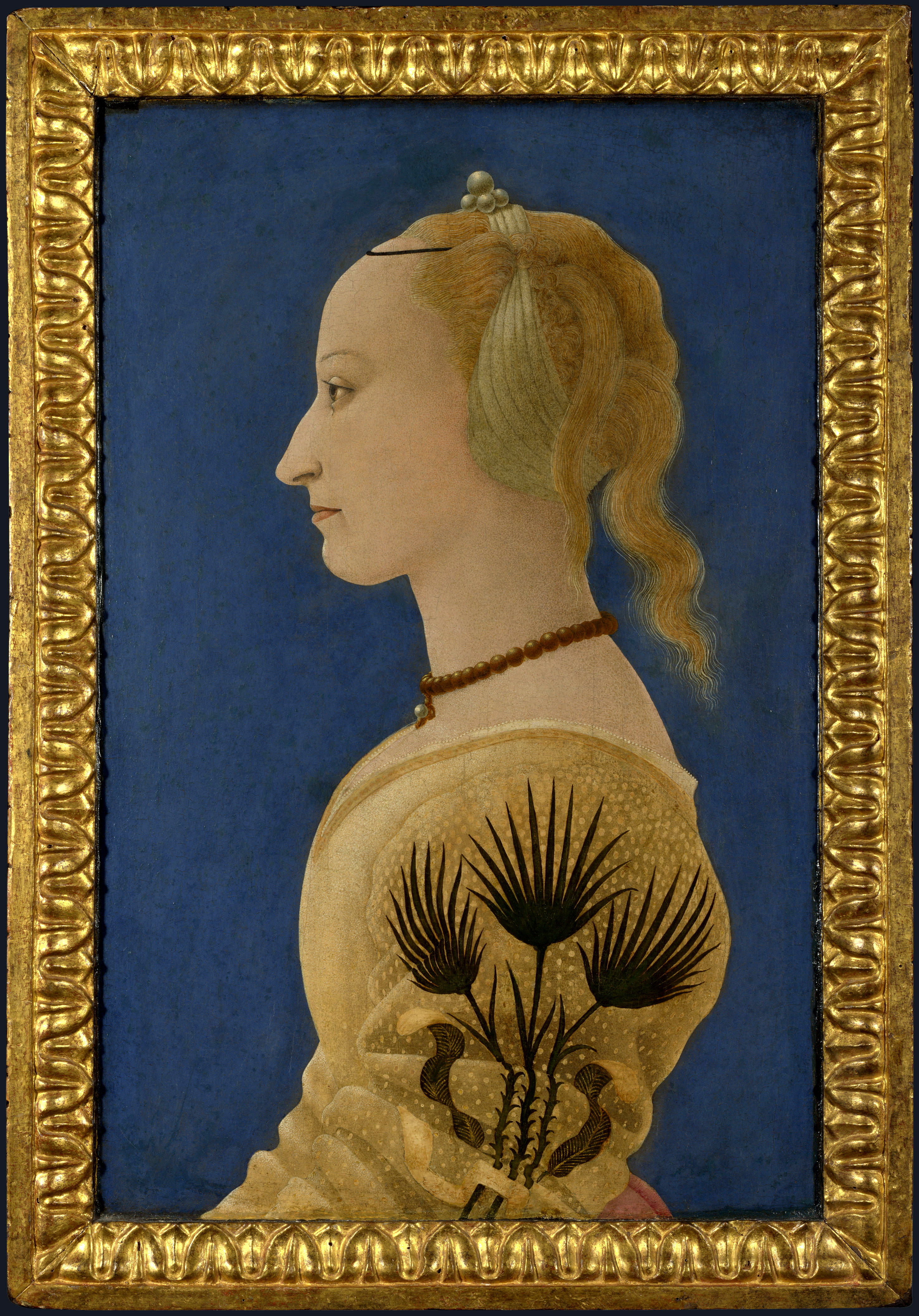
Dame in Gelb

Alesso Baldovinetti (* am 14. Oktober 1427 in Florenz; † 29. August 1499 in Florenz) war ein italienischer Maler und Entwerfer der Renaissance.

## Leben und Werk
Baldovinetti war Schüler von Domenico Veneziano. Zu seinen frühen Werken gehören Hochzeit zu Kana, Taufe Christi, Verklärung Christi. 1470 entstanden Die Verkündigung und für die Kirche S. Ambrogio in Florenz das Altarbild mit den vier Heiligen; ein Tabernakel in der Mitte dieses Altars ersetzte Baldovinetti 1485 gemeinsam mit seinem Schüler Graffione durch eine Maria mit dem Kind (1470, Musée du Louvre).
Sein Bild Dame in Gelb (Holz 63x40) wurde als ein Werk des Piero della Francesca von der National Galerie London angekauft
(Quelle: National Galerie London von Sir Philip Hendy (Seite 100 Baldovinetti Dame in Gelb) Bertelsmann Verlag).

## Werkauswahl
- Dreieinigkeit mit zwei Heiligen, 1470–71, Holz, 238 × 284 cm.
- Hochzeit zu Kana, Holz, 118 × 90 cm.
- Maria mit dem Kind, Leinwand, 104 × 76 cm, Paris, Musée du Louvre.
- Maria mit dem Kind und Heiligen, um 1453, Holz, 174 × 166 cm.
- Maria mit Kind in einer Landschaft, 1485, Holz, 88 × 73 cm.
- Taufe Christi, Holz, 118 × 90 cm.

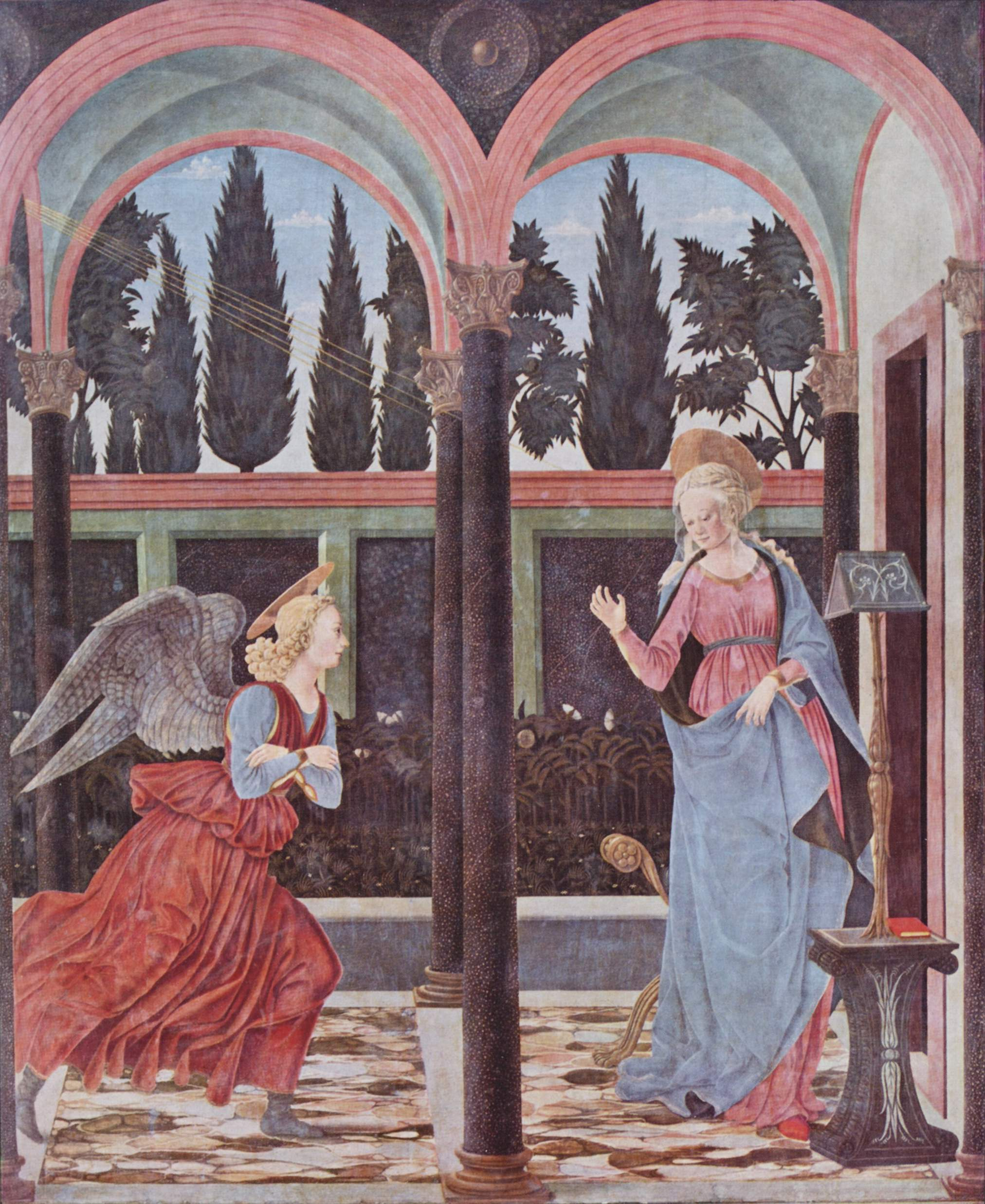
Verkündigung an Maria
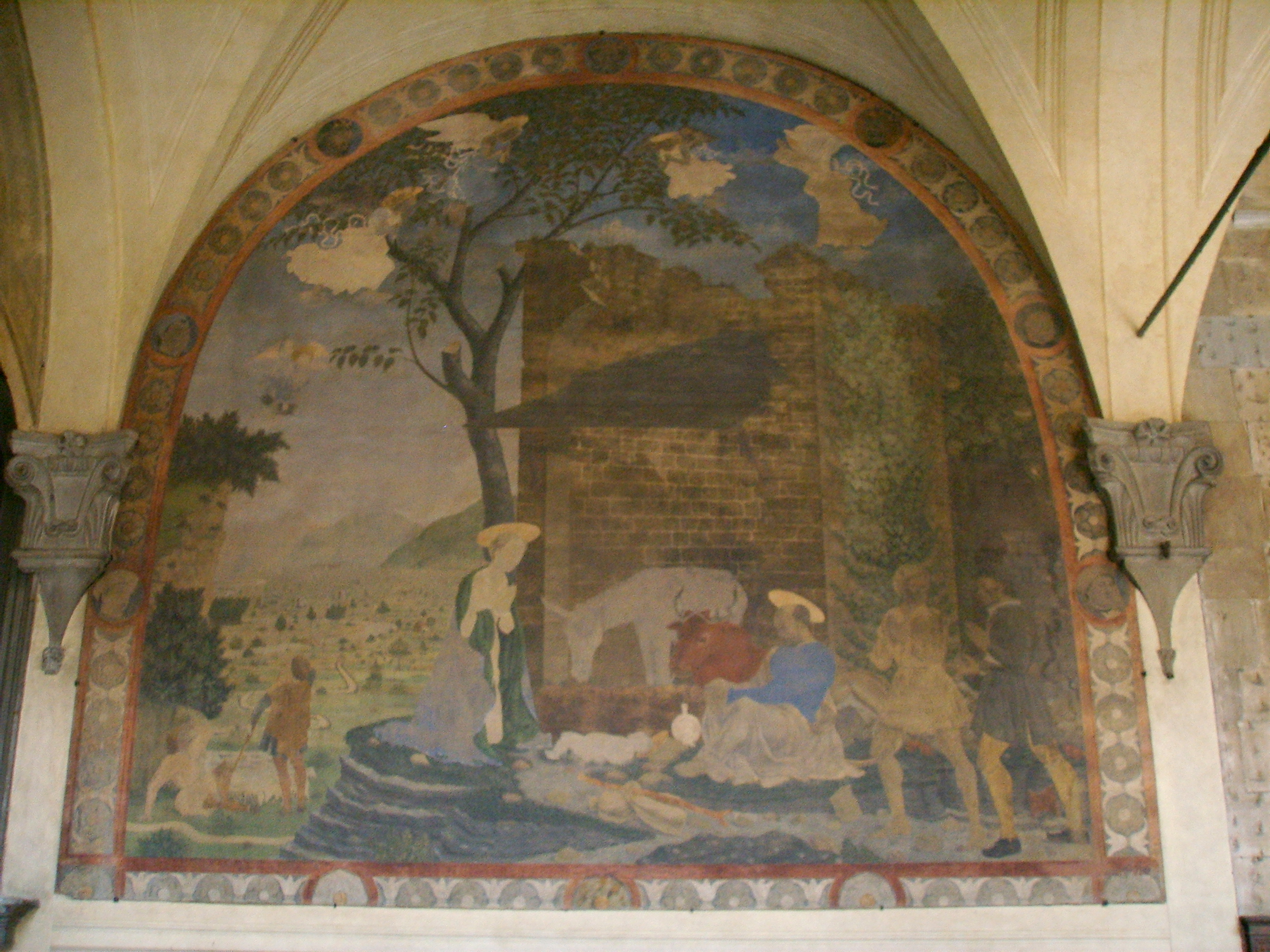
Bild Baldovinettis im Kloster SS Annunziata